# Machilus kurzii
Machilus kurzii là loài thực vật có hoa trong họ Nguyệt quế. Loài này được King ex Hook. f. miêu tả khoa học đầu tiên năm 1890.